# 高鰭絨鬚石首魚
高鰭絨鬚石首魚為輻鰭魚綱鱸形目鱸亞目石首魚科的其中一種，分布東太平洋區，從加利福尼亞灣至秘魯海域，棲息深度可達30公尺，體長可達90公分，棲息在沙底質的沿海及海灣，屬肉食性，以魚類、蠕蟲、甲殼類、軟體動物等為食，可做為食用魚。